# Yongjia
Yongjia (永嘉县,  Yǒngjiā Xiàn) ist ein Kreis der bezirksfreien Stadt Wenzhou in der chinesischen Provinz Zhejiang. Die Fläche beträgt 2.677 Quadratkilometer und die Einwohnerzahl 869.548 (Stand: Zensus 2020). 1999 zählte Yongjia 880.741 Einwohner.
Die traditionellen Gebäude des Dorfes Furong (Furongcun gu jianzhuqun 芙蓉村古建筑群) stehen seit 2006 auf der Liste der Denkmäler der Volksrepublik China (6-549).